# 汉斯·普伦克
汉斯·普伦克（德語：Hans Plenk，1938年2月21日—2023年9月10日），德国男子雪橇运动员。他曾代表德国联合队和西德参加1964年和1968年冬季奥林匹克运动会雪橇比赛，其中1964年冬季奥运会获得一枚铜牌。